# ماري كورين
ماري كورين لي كيري (ولدت في يوليو 1966) هي عالمة فرنسية كندية. وهي أستاذة في علوم وسياسات تغير المناخ بجامعة إيست أنجليا والمديرة السابقة لمركز تيندال لأبحاث تغير المناخ. وهي رئيسة المجلس الأعلى الفرنسي للمناخ.

## التعليم
حصلت لو كيري على درجة البكالوريوس. في الفيزياء من جامعة مونتريال، وعلى ماجستير في علوم الغلاف الجوي والمحيطات من جامعة ماكجيل، ودكتوراه في علم المحيطات من جامعة باريس السادسة.

## الوظيفة والبحث
كانت الرئيس المشارك لمشروع الكربون العالمي (جي سي بي) من عام 2009 حتى عام 2013. منذ عام 2014 كانت عضوًا في اللجنة العلمية لمنصة أرض المستقبل لأبحاث الاستدامة. ضمن برنامج «شركاء جوجل المعتمدون»، بدأت وأدارت النشر السنوي لميزانية الكربون العالمية.

## التكريم والجوائز
حصلت لو كيري على جائزة كلود بيرثولت من الأكاديمية الفرنسية للعلوم في عام 2012، وسام كوبرنيكوس الأول من كوبرنيكوس جيزيلشافت أي في في 2013/2014، وكانت مُحاضِرة بولين السنوي في جامعة ستوكهولم في عام 2014.
في عام 2015، حصلت على وسام بليز باسكال لعلوم الأرض والبيئة من الأكاديمية الأوروبية للعلوم.
في عام 2016، تم انتخاب لو كيري زميلًا في الجمعية الملكية.
في عام 2016، تم إدراجها أيضًا ضمن 20 «امرأة تصنع موجات في النقاش حول تغير المناخ» على الطريق إلى باريس.
تم تعيين لو كيري قائدًا لوسام الإمبراطورية البريطانية (سي بي ايه) في عيد ميلاد 2019 التكريمي لخدمات علوم تغير المناخ.
في عام 2019، فازت أيضًا بميدالية الأمير ألبرت الأول وحصلت على وسام جوقة الشرف الفرنسي شوفالييه.
في عام 2020، حصلت على جائزة هاينكن للعلوم البيئية عن بحثها متعدد التخصصات حول التفاعلات بين تغير المناخ ودورة الكربون.